# 棕尾林蜂鸟
是雨燕目蜂鸟科的一种鸟类。
棕尾林蜂鸟体重约3.26克，翼长约35.2毫米，嘴峰长约14.9毫米，喙宽度约1.3毫米，喙厚度约1.2毫米，跗蹠长约4毫米，尾长约21毫米。棕尾林蜂鸟在其分布区内为留鸟，其栖息在半开放的灌木丛中，食性为草食性，主要食物来源是植物的花蜜。

## 亚种
- ：分布于委内瑞拉东北部山区及特立尼达岛。
- ：分布于委内瑞拉北部山区。
- ：分布于哥伦比亚东北部至委内瑞拉西部的安第斯山脉地区。[4]